# Fleet
« Fleet » redirige ici. Pour les autres significations, voir Fleet (homonymie).
La Fleet (River Fleet en anglais) est une rivière de Londres qui, à l'origine coulait à l'ouest de la City avant de se jeter dans la Tamise au niveau de l'actuel Blackfriars Bridge. 

## Géographie
De 9 km de longueur, elle a été depuis recouverte à partir du XVIIIe siècle.
La rivière a donné son nom à une artère londonienne (Fleet Street) ainsi qu'à la prison de la Fleet.

## Hydrologie
Son régime hydrologique est dit pluvial océanique.